# République démocratique du Congo aux Jeux olympiques d'été de 2004
La république démocratique du Congo a envoyé des athlètes aux Jeux olympiques d'été de 2004 à Athènes en Grèce.

## Résultats

### Athlétisme
400 mètres hommes :
- Gary Kikaya : 1er tour : 45 s 57, Demi-finale : 45 s 58

800 mètres femmes :
- Noelly Mankatu Bibiche : 1er tour : 2 min 06 s 23

## Officiels
- Président : Wembo Ossako
- Secrétaire général : Honoré Mazombo Aenge Awuku